# حلقة المكبس

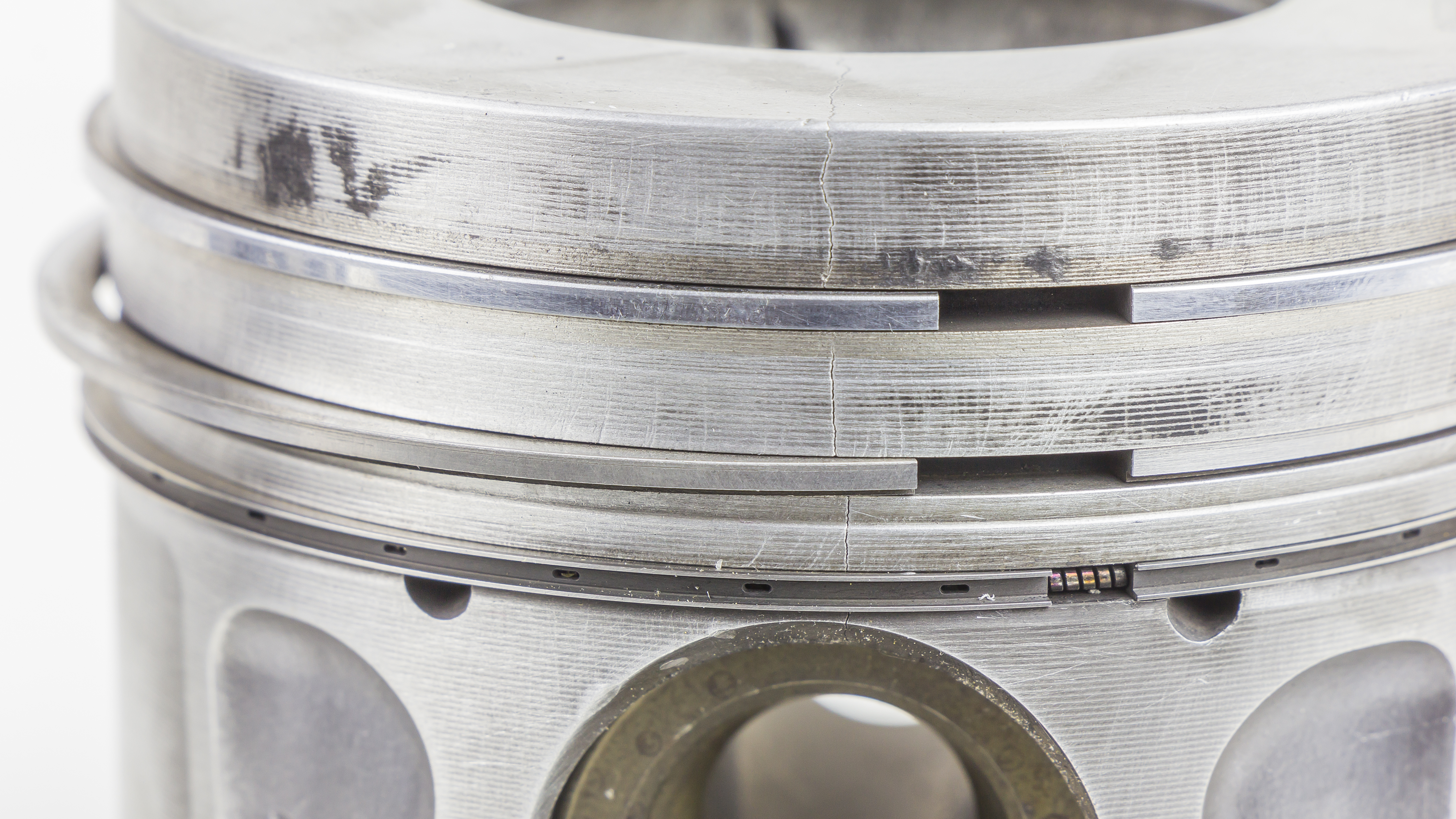
حلقتي كباس مثبتة على كباس 47 مليمتر لمحرك ثنائي الأشواط لدراجة نارية.

حلقة المكبس، هي حلقة معدنية مشقوقة تثبت على القطر الخارجي للمكبس في محرك الاحتراق الداخلي أو محرك البخار.
تتمثل الوظائف الرئيسية لحلقات المكبس في المحركات في:
- إحكام إغلاق غرفة الاحتراق لتقليل فقدان الغازات إلى علبة المرافق إلى الحد الأدنى.
- تحسين نقل الحرارة من المكبس إلى جدار الأسطوانة.
- الحفاظ على الكمية المناسبة من الزيت بين المكبس وجدار الأسطوانة.
- تنظيم استهلاك زيت المحرك عن طريق كشط الزيت من جدران الأسطوانة وإعادته إلى الحوض.

تصنع معظم حلقات المكبس من الحديد الزهر أو الفولاذ.

## التصميم
تصمم حلقات المكبس لإحكام الفجوة بين المكبس وجدار الأسطوانة. فإذا كانت هذه الفجوة صغيرة جدًا، فإن التمدد الحراري للمكبس قد يؤدي إلى انحباس المكبس داخل الأسطوانة، مما يُسبب أضرارًا جسيمة للمحرك. من ناحية أخرى، إذا كانت الفجوة كبيرة جدًا، فلن تُحكم حلقات المكبس الإغلاق بشكل كافٍ على جدران الأسطوانة، مما يؤدي إلى تسرب غازات الاحتراق إلى علبة المرافق (وهو ما يُعرف بظاهرة النفَث الجانبي أو blow-by) وانخفاض الضغط المؤثر على المكبس، مما يُقلل من قدرة المحرك.

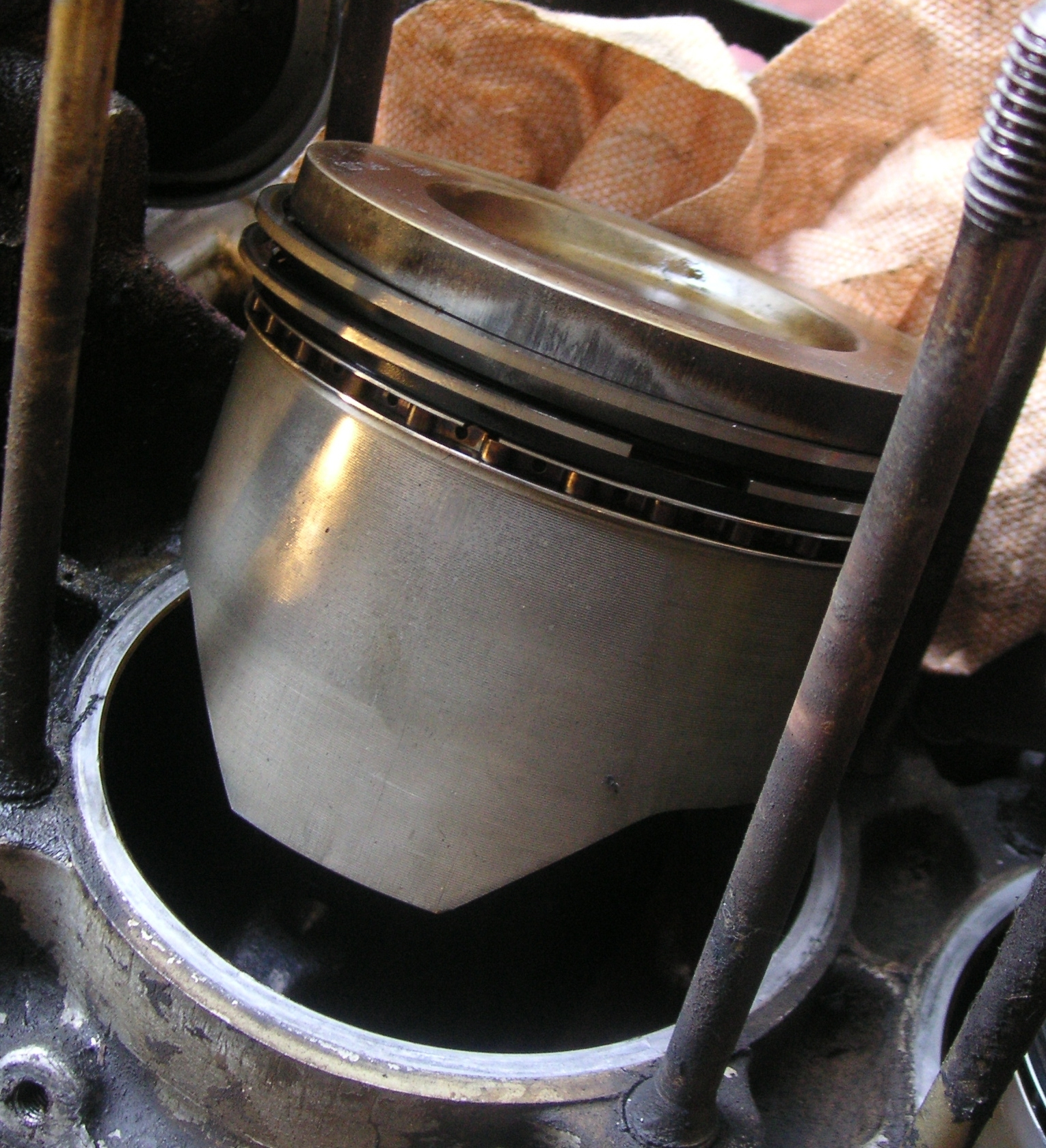
حلقات كباس وبه نابضات صفيحية مساعدة.

تُسبب الحركة الانزلاقية لحلقات المكبس داخل جدار الأسطوانة فقدانًا في الطاقة نتيجة الاحتكاك. ويُقدَّر أن الاحتكاك الناتج عن حلقات المكبس يمثل حوالي 24% من إجمالي خسائر الاحتكاك الميكانيكية في المحرك. لذا فإن تصميم حلقات المكبس يُمثل توازنًا بين تقليل الاحتكاك وتحقيق إحكام جيد وعمر تشغيلي مقبول.
تشحيم حلقات المكبس يُعد أمرًا صعبًا، وكان من الدوافع الرئيسية لتحسين جودة زيوت المحركات. فالزيت يجب أن يتحمل درجات حرارة مرتفعة وظروفًا قاسية تتضمن تلامسًا انزلاقيًا عالي السرعة. ويزداد التحدي لأن حركة الحلقات تكون ترددية وليست دائرية مستمرة (كما في محاور الدوران)، فعند حدود حركة المكبس، تتوقف الحلقة وتغير اتجاهها، مما يُعطل تأثير الإسفين الزيتي الذي يُميز التزييت الديناميكي المائي، وبالتالي تقل كفاءة التشحيم.
تُثبَّت الحلقات أيضًا بقوة نابض لزيادة قوة التلامس وضمان الإغلاق المحكم. وتُوفَّر هذه القوة إما من خلال صلابة الحلقة نفسها أو بواسطة نابض منفصل خلف حلقة الإغلاق. من الضروري أن تتحرك الحلقات بحرية داخل الأخاديد الموجودة في المكبس، حتى تبقى على تماس مع جدار الأسطوانة. أما انحشار الحلقات داخل المكبس — عادةً بسبب تراكم نواتج الاحتراق أو تحلل زيت التشحيم — فقد يؤدي إلى فشل المحرك، وهو سبب شائع لفشل محركات الديزل.

## عدد الحلقات
عادةً ما يتم تحقيق الإغلاق باستخدام عدة حلقات، لكل منها وظيفتها الخاصة، وتعتمد جميعها على تلامس معدني انزلاقي. معظم المكابس تحتوي على حلقتين على الأقل لكل أسطوانة.
في محركات السيارات، تحتوي المكابس عادةً على ثلاث حلقات لكل أسطوانة:
- الحلقات العلوية الاثنتان تُعرفان باسم حلقات الضغط، ووظيفتهما الأساسية هي إغلاق غرفة الاحتراق.[6]
- الحلقة السفلية تُعرف باسم حلقة التحكم في الزيت، وتُستخدم بشكل رئيسي للتحكم في كمية الزيت الموزعة على جدار الأسطوانة، وذلك لتشحيم تنورة المكبس (piston skirt) وحلقات التحكم في الزيت نفسها.[7]

## بنية الحلقة
عادةً ما تكون حلقات الضغط في محركات السيارات ذات مقطع عرضي مستطيل أو على شكل إسفين (keystone). غالبًا ما تكون الحلقة العلوية لحلقة الضغط ذات سطح محيطي محدب قليلاً (barrel profile)، بينما تكون الحلقة السفلية ذات سطح مائل يُعرف باسم Taper Napier.
تستخدم بعض المحركات سطحًا مائلًا للحلقة العلوية أيضًا، بينما كانت الحلقات ذات السطح المستوي البسيط تُستخدم في السابق.أما حلقات التحكم في الزيت فعادةً ما تُصنع من: قطعة واحدة من الحديد الزهر، أو عدة قطع من الفولاذ، أو من الحديد أو الفولاذ مدعومة بنابض حلزوني لتوفير الشد اللازم لضمان الإغلاق المحكم.
حلقات الزيت المصنوعة من الحديد الزهر أو المدعومة بنابض حلزوني تحتوي على سطحين كاشطين (scraping lands) بتفاصيل هندسية متنوعة. أما حلقات الزيت متعددة القطع والمصنوعة من الفولاذ، فعادةً ما تتكوَّن من حلقتين فولاذيتين رقيقتين (تُعرفان باسم rails) وبينهما نابض فاصل وموسع (spacer-expander spring) يعمل على إبقاء الحلقات متباعدة وتوليد ضغط شعاعي على الجدار الداخلي للأسطوانة. عند إدخال حلقة المكبس في تجويف الأسطوانة، ينضغط الفراغ (الشق) في الحلقة ليُصبح بضعة آلاف من البوصة. وتشمل أشكال هذا الشق:
- القطع المربع (Square cut)
- القطع المائل (Angle cut)
- الوصلة المحكمة (Tite joint)
- القطع المتدرج (Step cut)
- القطع بخطاف متدرج (Hook step)
- القطع بزاوية مشطوفة (Mitre step)

## التاريخ
في المحركات البخارية الأولى، كان القنب يُستخدم كحشوة لإغلاق غرفة الاحتراق. ورغم بساطته، إلا أن هذا الحل تسبب في مقاومة احتكاك عالية، ولم يكن يوفر إحكامًا فعالًا، مما أثر سلبًا على كفاءة عمل المحركات.
ظهر أول استخدام لحلقة مكبس في أسطوانة محرك بخاري عام 1825، على يد المهندس وصاحب المصنع نيل سنودغراس من مدينة غلاسكو. صمّم سنودغراس حلقات مكبس مدعومة بنوابض لتضمن الإغلاق المحكم للبخار، وجرّبها أولًا في مصانعه، ثم لاحقًا على السفينة البخارية "كاليدونيا" التي كانت تعمل في غار لوك.
أما التصميم الحديث لحلقة المكبس المعدنية المشقوقة، فقد ابتكره جون رامزبوتوم في خمسينيات القرن التاسع عشر. كانت محاولته الأولى في عام 1852 عبارة عن حلقة دائرية الشكل، لكنها فشلت بسبب التآكل غير المتساوي وعدم توزيع الضغط بشكل منتظم على جدران الأسطوانة.
وفي عام 1854، قدّم رامزبوتوم تصميمًا محسنًا، وادعى أن عمر الحلقة الجديدة قد يصل إلى 4,000 ميل (6,437 كم). وقد استند هذا التحسين إلى اكتشاف أن الحلقة الدائرية تمامًا والمشقوقة لا توفر ضغطًا متساويًا بعد تركيبها في الأسطوانة. لذا، قام بتصنيع الحلقة بشكل غير دائري بحيث تُحقق ضغطًا موحدًا عند تثبيتها في مكانها. وقد وُثّق هذا التعديل رسميًا في براءة اختراع عام 1855.
أدى هذا التحول إلى استخدام حلقات مكبس معدنية إلى خفض كبير في الاحتكاك، وتقليل تسرب البخار، وأيضًا تخفيف وزن المكبس. ونتيجة لذلك، تحسّنت قوة وكفاءة المحرك بشكل ملحوظ، وامتدت فترات الصيانة، مما شكّل قفزة مهمة في تاريخ تطوير المحركات.

## اقرأ أيضا
- محور (عنصر آلات)
- قضيب الكباس
- مكبس (محرك)
- ذراع توصيل
- رأس توصيل
- بنز الكباس